# Mesobiotus szeptyckii
Espèce
Synonymes
- Macrobiotus szeptyckii Kaczmarek & Michalczyk, 2009

Mesobiotus szeptyckii est une espèce de tardigrades de la famille des Macrobiotidae.

## Distribution
Cette espèce est endémique de la province de Río Negro en Argentine

## Description
L'holotype mesure 588,9 µm.

## Étymologie
Cette espèce est nommée en l'honneur d'Andrzej Szeptycki (lb).

## Publication originale
- Kaczmarek & Michalczyk, 2009 : Two new species of Macrobiotidae, Macrobiotus szeptyckii (harmsworthi group) and Macrobiotus kazmierskii (hufelandi group) from Argentina. Acta Zoologica Cracoviensia Ser B-Invertebrata, sér. B, vol. 52, no 1/2, p. 87-99.